# Рыжиков, Иосиф Иванович
Иосиф Иванович Рыжиков (2 сентября 1893, д. Рацево, Толочинский район, Витебская область — 10 декабря 1979) — партийный и государственный деятель БССР, один из организаторов и руководителей партизанского движения в Великую Отечественную войну.

## Биография
С 1914 г. в армии, с 1918 г. в НК, особом отделе Красной Армии.
С 1923 года на хозяйственной и партийной работе, с 1934 г. в Комиссии партийного контроля при ЦК ВКП(б) по БССР, нарком лесной промышленности БССР, с 1939 года. 1-й секретарь Гродненского райкома КП(б)Б, нарком промышленности стройматериалов БССР.
В Вторую мировую войну секретарь ЦК КП(б)б, возглавлял Западную оперативную группу ЦК КП(б)б, уполномоченный ЦШПД на Сталинградском фронте, заместитель начальника БШПР, представитель ЦШПД и член военсавета Калининского и 1-го Прибалтийского фронтов.
С 1944 г. министр, с 1953 г. 1-й заместитель министра жилищно-гражданского строительства БССР, городского и сельского строительства БССР, в 1958—1959 гг. заместитель министра строительства БССР.
Член ЦК КПБ в 1929—1930 гг., 1934—1938 гг., 1952—1954 гг. Член ЦИК БССР в 1931—1935 гг. Депутат Верховного Совета БССР в 1947—1959 гг.